# Danny Manning
Daniel Ricardo „Danny” Manning (ur. 17 maja 1966 w Hattiesburg) – amerykański koszykarz, skrzydłowy, późniejszy trener, uczestnik NBA All-Star Games. Otrzymał nagrodę dla najlepszego rezerwowego sezonu.
W 1984 wystąpił w meczu gwiazd amerykańskich szkół średnich - McDonald’s All-American.
4 kwietnia 2014 roku Manning został głównym trenerem drużyny uniwersyteckiej Wake Forest Demon Deacons.
W 1996 wystąpił w filmie Eddie.

## Osiągnięcia

### NCAA
- Mistrz NCAA (1988)[5]
- Most Outstanding Player (MOP=MVP) turnieju NCAA (1988)[6]
- Zawodnik Roku:
  - Konferencji Big Eight (1986–1988)
  - NCAA:
    - według NABC (1988)[7]
    - im. Naismitha (1988)[8]
    - John R. Wooden Award (1988)[9]
- Wybrany do:
  - I składu:
    - All-American (1987, 1988)[10]
    - turnieju NCAA (1988)[11]

  - II składu All-American (1986)[10]
  - Akademickiej Galerii Sław Koszykówki (2008)[12]

### NBA
- dwukrotny uczestnik NBA All-Star Game (1993-94)[13]
- Najlepszy rezerwowy sezonu (1998)[1]
- Zawodnik tygodnia NBA (1.03.1992)[14]

### Reprezentacja
- Wicemistrz igrzysk panamerykańskich (1987)[15]
- Brązowy medalista olimpijski (1988)[16]
- Koszykarz Roku według USA Basketball (1987)[17]

### Trenerskie
- Mistrz:
  - NCAA (2008)[5]
  - turnieju konferencji USA (2014)
  - sezonu regularnego konferencji USA (2014)
- Trener Roku konferencji USA (2014)